# Koudo
Koudo ist ein Arrondissement im Departement Mono in Benin. Es ist eine Verwaltungseinheit, die der Gerichtsbarkeit der Kommune Lokossa untersteht. Gemäß der Volkszählung von 2013 hatte Koudo 16506 Einwohner, davon waren 8020 männlich und 8486 weiblich.
Westlich gelegen ist Agamé mit der Nationalstraße RN2. Von Koudo aus verläuft südwärts eine Straße nach Houin, die dann weiter nach Lokossa führt.